# Tyronne Gross
Tyronne Gross (14 de mayo de 1983 en Stockton, California) es un jugador profesional de Fútbol americano y juega en la posición de running back actualmente es agente libre. Firmó como agente libre para San Diego Chargers en 2006. Jugó como colegial en Eastern Oregon.
Gross también participó en New York Sentinels de la United Football League.

## Estadísticas en UFL
| Temporada | Equipo | Att | Yds | Avg | TD | Lg |
| --------- | ------ | --- | --- | --- | -- | -- |
| 2009      | NYS    | 4   | 0   | 0.0 | 0  | 2  |

- Datos: Q7861674